# Дієго Коралес — Хосе Луїс Кастільйо
Дієго Коралес — Хосе Луїс Кастільйо (англ. Diego Corrales vs. José Luis Castillo), також відомий під назвою «Битва буйволів» або «Битва бізонів» (англ. Buffaloes colliding) — 12-раундовий боксерський поєдинок в легкій категорії, який відбувся 7 травня 2005 року на базі гостинично-розважального комплексу «Мандалай-Бей» (Лас-Вегас, Невада, США). На кону стояли чемпіонські пояси по версіях WBC і WBO. Титул чемпіона по версії WBC належав Кастільйо, а WBO — Коралесу. Корралес переміг технічним нокаутом в 10-му раунді.